# 丹生村 (群馬県)
丹生村（にゅうむら）は、群馬県の南西部、甘楽郡に属していた村。現在の富岡市丹生地区に相当する。

## 地理
- 河川：丹生川、打越川
- 湖沼：丹生湖

## 歴史
- 1889年（明治22年）4月1日 - 町村制施行により、上丹生村、下丹生村、原村が合併し北甘楽郡丹生村が成立する。
- 1950年（昭和25年）4月1日 - 北甘楽郡が甘楽郡と改称する。
- 1960年（昭和35年）4月1日 - 富岡市へ編入する。

## 交通

### 道路
- 群馬県道48号下仁田安中倉渕線
- 群馬県道199号菅原富岡線

## 名所・旧跡
- 丹生神社